# Giovanni Chiaramonte
Giovanni Antonio Chiaramonte (Varese, 1948 – Milano, 18 ottobre 2023) è stato un fotografo e fotoreporter italiano.

## Biografia
Nato a Varese nel 1948 da genitori siciliani, originari di Gela, nel 1961 è a Milano dove conclude gli studi filosofici e si avvicina, già a partire dagli anni Sessanta, al cinema e alla fotografia. Chiaramonte inizia a fotografare alla fine degli anni sessanta, nel solco della ripresa della forma figurativa, dopo la grande stagione astratta e informale di certe tendenze della pop art e dell'arte concettuale.
L'immagine di Chiaramonte si è formata sul modello della scuola americana di Alfred Stieglitz e di Minor White, e successivamente si innesta nel solco della tradizione teologica ed estetica della Chiesa d'Oriente, incontrata in Pavel Nikolaevič Evdokimov, Olivier Clémente, soprattutto, nel regista russo Andrej Tarkovskij ed ha come tema principale il rapporto tra luogo e destino nella civiltà occidentale.
Nel 1974 espone alla Galleria Il Diaframma di Lanfranco Colombo i lavori “Sequenza nel tempo” e “Dov’è la nostra terra”; sempre di quell’anno è “Discorso di Natale”, serie di scatti in sequenza del discorso di Paolo VI trasmesso dalla televisione pubblica. Nel biennio successivo approfondisce i suoi studi teologici, si avvicina alla fotografia americana e al lavoro di Ugo Mulas; nel 1977 fonda con Luigi Ghirri (con il quale dividerà in seguito molte imprese descrittive del paesaggio italiano) e altri la casa editrice Punto e Virgola. Nei primi anni ottanta ha inizio la sua produzione saggistica e l’attività di curatore, con le mostre “Italy. A country shaped by man” e “Fotografi spagnoli contemporanei”. Nel 1984 figura tra i fotografi coinvolti da Luigi Ghirri nell’impresa “Viaggio in Italia”, e due anni dopo in “Esplorazioni sulla via Emilia”; tra il 1984 e il 1988 completa il lavoro “Terra del ritorno”. Del 2005 è il volume “Attraverso la pianura”, che raccoglie immagini realizzate a partire dal 1987 e dedicate al tema del territorio padano attraversato dalle autostrade.
Già fin dalle prime ricerche sul paesaggio italiano, l'opera di Chiaramonte si manifesta come una personale sequenza di immagini nella quale le fotografie, pur singolarmente significative, acquistano nel loro insieme una straordinaria forza narrativa.
Caratteristica della sua fotografia è l'uso del formato quadrato, derivato dal negativo 6x6. Egli attribuisce al quadrato un valore simbolico, un valore di rapporto fra terra e cielo, in cui tutti gli elementi trovano la giusta collocazione.
Dopo la mostra e il volume Fotografia europea contemporanea, in cui presenta nel 1983 i più importanti autori della sua generazione, si dedica dapprima alla relazione tra luogo e identità dell'uomo con i volumi Giardini e paesaggi, 1983, e Penisola delle figure, 1993. Affronta poi il dramma essenziale delle radici e del destino dell'Occidente in Terra del ritorno, 1989, e in Westwards, 1996. Un'elegia e un viaggio di ritorno nei luoghi del Mediterraneo è Ai confini del mare, 1999.
Nel 1993 Chiaramonte dona al Centro studi e archivio della comunicazione di Parma la rassegna "Luogo e identità nella fotografia europea contemporanea". Ad oggi, lo CSAC conserva un fondo Giovanni Chiaramonte composto da 517 stampe fotografiche, opere rappresentative di tutto l’arco di attività dell’Autore. Il materiale conservato al CSAC è stato depositato dall’Autore a partire dal 1975 e donato con atto notarile nel 1994; il fondo è stato successivamente implementato con stampe di nuova produzione ed è tuttora in corso di aggiornamento. Questo fondo è pubblico e interamente consultabile.
Dopo aver fondato con Luigi Ghirri nel 1978 la cooperativa editoriale “Punto e Virgola”, dirige dal 1980 al 1989 la collana omonima per Jaca Book. Nel 1990 fonda le collane di fotografia di Federico Motta Editore, che dirige fino al 1993. Nel 1994 fonda e dirige le collane di fotografia della SEI di Torino. Nel 2002 dà vita alla collana di fotografia delle Edizioni della Meridiana di Firenze e nel 2007 a quella di Itaca/Ultreya.
Nel 2000 con i poeti e scrittori Maurizio Cucchi, Milo De Angelis, Luca Doninelli, Umberto Fiori, Giovanni Raboni, Davide Rondoni pubblica ed espone in Triennale l'opera Milano. Cerchi della città di mezzo. In occasione del restauro della facciata della Scala realizza il volume d'artista In corso d'opera. Nel 2002 esce Frammenti dalla Rocca. Cefalù, e nel 2003 Dolce è la luce. Successivamente pubblicaAbitare il mondo: Europe, 2004, Berlin. Figure, 2004, Attraverso la pianura, 2005, Senza foce, 2005. Nel 2010 è presente all’Expo di Shangai con Nascosto in prospettiva. Nel 2010 espone L'altro_nei volti nei luoghi, un originale lavoro realizzato tra Palermo e Milano, organizzato in sequenze di trittici con al centro un ritratto.
Giovanni Chiaramonte ha esposto in mostre personali e collettive in tutto il mondo, ed ha pubblicato un centinaio di servizi per le più importanti riviste di architettura, prima tra tutte Lotus International. Ha collaborato stabilmente con la rivista di cinema e cultura dell'immagine «duellanti», per la quale ha curato la sezione dedicata alla fotografia.
Ha fondato e diretto collane di fotografia per Jaca Book, Federico Motta Editore, Società Editrice Internazionale e Edizioni della Meridiana.
Un ulteriore fondamentale ambito di lavoro di Giovanni Chiaramonte è stato quello didattico tra Palermo, Parma, Milano. È stato docente di Storia e Teoria della Fotografia all'Università IULM di Milano, alla Facoltà di Architettura di Palermo e al Master di “Forma” in Milano.
È morto a Milano dopo una lunga malattia nel 2023.

## Mostre
- Diaframma, Milano 1974
- Galleria d’Arte Moderna, Modena 1975
- Studio Marconi, Milano 1983
- Deutsches Architekturmuseum, Frankfurt/M. 1986
- Biennale di Venezia 1992, 1993, 1997 e 2004
- Hunter College, New York 1997
- Ikona-Magazzini del Sale, Venezia 1998
- Fondazione Stelline, Milano 2005
- Palazzo Sarcinelli, Conegliano 2005
- Bugno Art Gallery Venezia, 2006
- Museo Civico, Padova 2007
- Triennale di Milano 2000-2009-2011
- Palazzo Costa Grimaldi, Acireale 2010
- Palazzo Sertoli, Sondrio 2010; Palazzo Corbelli, Fano 2011.
- L'Italia è un desiderio, Roma, 2023.

## Riconoscimenti
- 24 ottobre 2005, laurea Honoris Causa in Architettura dall'Università degli Studi di Palermo, per la ventennale collaborazione sul tema della città e dell'abitare con le riviste (Lotus, Domus, Casabella, Abitare) e le istituzioni nazionali e internazionali (IBA Berlino, Triennale Milano, Biennale Venezia, CCA Montréal).
- 2006, il professor Italo Zannier gli assegna il Premio Friuli-Venezia Giulia per la Fotografia.
- 2007, Premio “Oscar della Fotografia” a Benevento.
- 2009, Premio “Rodolfo Pucci – La Fibula d’Oro” a Castelnuovo di Garfagnana.
- 2012, l Premio Ischia Fotografia d’Architettura PIDA.

## Opere

### Monografie
- La Creazione, Galleria d’Arte moderna, Modena 1975
- Giardini e Paesaggi, Jaca Book, Milano 1983
- Figuras de Ciudad, Museo de Arte Contemporaneo, Caracas 1988
- Terra del ritorno, Jaca Book, Milano 1989
- Lazio, Touring Club Italiano, Milano 1991
- Penisola delle Figure, Federico Motta Editore, Milano 1993
- Westwards, S.E.I., Torino 1996-1997
- Ai confini del mare, L’Epos, Palermo 1999
- Cerchi della città di mezzo, F. Motta Editore, Milano 2000
- In corso d’opera, Akzo Nobel Coatings, Cesano Boscone 2000
- Pellegrinaggi occidentali, I.S.S.F., Palermo/Alinari, Firenze 2000
- Frammenti dalla Rocca, Edizioni della Meridiana, Firenze 2002
- Dolce è la luce, Edizioni della Meridiana, Firenze 2003
- Abitare il mondo.EuropE, Soter Editrice, Villanova Monteleone 2004
- Berlin, Figure (portfolio), CUSL, Milano 2004
- Attraverso la pianura, Marietti 1820, Milano 2005
- Senza foce, Regione Lombardia, Milano 2005
- Come un enigma. Venezia, Edizioni della Meridiana, Firenze 2006
- Nascosto in prospettiva. Itaca/Ultreya 2007
- In Berlin, Electa-Triennale 2009
- Berlin, die Stadt, die immer wird, Schirmer/Mosel, Muenchen 2009
- L’altro_Nei volti nei luoghi, Fondazione Credito Valtellinese, 2010
- L’altro_Nei volti nei luoghi, Ultreya/Triennale, 2011
- Via Fausta, Cavallino Treporti Fotografia, 2012
- E.I.A.E._Et In Arcadia Ego, Ultreya, Milano 2012
- Interno perduto_L’immanenza del terremoto, Franco Cosimo Panini Editore, Modena 2012
- Inscape_Piccola creazione, Galleria San Fedele, Milano 2012
- Westwards. Immagini americane, Galleria San Fedele, Milano 2014
- Jerusalem_Figure della Promessa, LEV, Città del Vaticano, 2014

### Volumi collettivi
- Idee Prozess Ergebnis, Internationale Bauausstellung Berlin, Berlino 1984
- Fasti barocchi, Electa, Napoli 1984
- Fotografi Siciliani, Focus Randazzo, Palermo 1986
- Tra città e città, Selenia, Cinisello Balsamo 1988
- Milano e il volto del suo governo, Selenia, Cinisello Balsamo 1989
- Gibellina Utopia Concreta, Federico Motta Editore, Milano 1989
- Roma, Peliti Associati, Roma 1991
- Berlino, Jaca Book, Milano; Wasmuth, Tubinga 1991
- Architettura e Spazio Sacro nella Modernità, Abitare Segesta, Milano 1992
- K.F. Schinkel, Federico Motta Editore, Milano; Nerea, Madrid 1993
- Muri di Carta, Electa, Milano 1993
- F.O. Gehry: America come contesto, Electa, Milano 1994
- Il centro altrove, Electa, Milano 1995
- 1987-97 Archivio dello spazio, Artè, Udine 1997
- Sul, Encontros de Fotografia, Coimbra 1997
- Venezia-Marghera, Charta, Milano 1997
- Luce, Oggetto e Architettura, Fondazione Stelline, Milano 1998
- L’Italia nel paesaggio, Ministero per i Beni Culturali, Roma 1999
- Mondocittà, Comune di Gonzaga, Gonzaga 2000
- La città delle Stelline, Fondazione Stelline, Milano 2000
- Paesaggi siciliani, Peliti Associati, Roma, 2001
- Catania in mostra, Tre sguardi sulla città, Comune di Catania 2002
- La visione dell’invisibile, Mondadori, Milano 2002
- Asfalto, Electa, Milano 2003
- Atlante italiano 003, DARC, Roma 2003
- Racconti dal paesaggio, Lupetti Editore, Milano 2004
- Gaetano Pesce, Il rumore del tempo, Charta, Milano 2005
- Entrez lentement, Editoriale Lotus, Milano 2005
- Mediterranea, Motta Editore, Milano 2005
- Alberto Bertagna, La città tragica, Diabasis, Reggio Emilia 2006
- Ereditare il paesaggio, Electa, Milano 2007
- G. Chiaramonte-P. Zermani, Contemporaneità delle rovine–Misura del paesaggio occidentale, Tielleci, Parma 2007
- Dopo la Sicilia, Skira, Milano 2008
- Che cos’è il design italiano, Electa, Milano 2008
- “…e si prese cura di lui”. Elogio dell’accoglienza, Fondazione Culturale S. Fedele, Milano 2009
- Il progetto dello sguardo, Cerruti Arte, Genova 2009
- Prima e dopo il Muro, Contrasto, Roma 2009
- Clear Light, Peliti Associati, Roma 2010
- “L’ora dell’architetto” in Gianni Braghieri. Architetture senza tempo, Il Poligrafo, Padova 2010
- Quali cose siamo, Electa, Milano 2010
- L’Expo di Shangai 2010. Il Padiglione Italiano. L’Italia dei fotografi, Triennale-Electa, Milano 2010
- Cantiere d’autore, Electa, Milano 2010
- La Bellezza nella Parola, Silvana, Cinisello B. 2011
- Evangeliario Ambrosiano, Curia di Milano, 2011
- Vincenzo Melluso_Una casa in Puglia, Ultreya-Itaca, Milano 2012
- Giuseppe Marinoni, Centro Studi FLA, SM OwnPublishing, Milano 2012
- Gloria Bianchino-A.C. Quintavalle, I Mille scatti per una storia d’Italia, CSAC, Parma/Skira, Milano 2012
- A.C. Quintavalle, Fuoco nero, Skira/CSAC, Milano-Parma, 2014
- Potsdam & Italien, La memoria dell’Italia nell’immagine di Potsdam, FHP, Potsdam, 2014
- G.Chiaramonte-A. Siza, La medida do Ocidente, Postcart, Roma 2015

### Riviste
- Droga, in “L’Umana Avventura”, n. 3, 1978
- Giardini in Sicilia, in “Enciclopedia per fotografare Fabbri”, 1979
- Neon, in “Enciclopedia per fotografare Fabbri”, 1979
- Discorso di Natale, in “Enciclopedia per fotografare Fabbri”, 1979
- Sequenza nel tempo, in “Enciclopedia per fotografare Fabbri”, 1979
- Verso il celeste, in “L’Umana Avventura” n. 10, 1980
- Die Kraft und die Herrlichkeit der Fotografie, in “Camera Austria”, n. 19-20, 1984
- Bonjour Tristesse. Storia di un progetto, in “Lotus” n. 41, 1984
- Le voci di dentro. Mario Botta, in “Lotus” n. 47, 1985
- Viaggio nel Viaggio in Italia. XVII Triennale, in “Lotus” n. 51, 1986
- Berlino Kochstrasse. Aldo Rossi, in “Lotus” n. 56, 1987
- Wissenschaftszentrum, Berlin. James Sterling, in “Lotus” n. 57, 1988
- Chiesa di S. Giorgio, Montenars. Romano Burelli, in “Lotus” n. 63, 1989
- Cinque piazze a Gibellina. Franco Purini, in “Lotus” n. 65, 1990
- Negozi di Roberto Collovà, in “Domus” n. 727, 1991
- L’opera di Dimitris Pikionis, in “Lotus” n. 71, 1992
- Edgemar Development. Frank O. Gehry, in “Lotus” n. 73, 1992
- Galleria della Triennale. Gae Aulenti, in “Lotus” n. 83, 1994
- Berlin, in “Domus Dossier”, 1995
- Facoltà di Architettura, Porto. Alvaro Siza, in “Lotus” n. 88, 1996
- Chiesa di S. Pietro. Sigurd Lewerentz, in “Lotus” n. 92, 1996
- Museo Beyeler. Renzo Piano, in “Lotus” n. 97, 1998
- La casa italiana. Italo Rota, in “Lotus” n. 103, 1999
- Peter Zumtor all’Expo di Hannover, in “Domus” n. 828, 2000
- Jean Nouvel, KKL Luzern, in “Lotus” n. 107, 2000
- L’avventura del planning, Giovanni Chiaramonte, in “Lotus” n. 110, 2001
- Utopia a Siena. Adolfo Natalini, in “Domus” n. 845, 2002
- Guardando al Toronto Dominion Center, in “Lotus” n. 112, 2002
- L’altro nei volti e nei luoghi, in “Inoltre” n. 5, 2002
- La sindrome di Varese, in “Navigator” n. 5, 2002
- Italo Rota. Casinò Lugano, in “Domus” n. 867, 2004
- Luce marginale. Immagini da Firenze, in “Opere” n. 5, 2004
- La strada della visione, in “Lotus” n. 129, 2007
- Fondazione Querini Stampalia, in “Lotus” n. 136, 2008
- Natur-Park Suedgelaende, Berlin-Schoeneberg, in “Lotus” n. 144, 2010
- Neues Museum, Berlin, 1859-1943/45-2009, David Chipperfield’s Restoration, in “Lotus” n. 144, 2010
- La soglia magica, in “Lotus” 146, 2011
- Una scatola di luce, un gioco di sguardi, in “Domus” 987, 2015

### Libri e saggi critici
- Robert Frank, in “L’Umana Avventura”, n. 2, 1978
- Minor White, in “L’Umana Avventura”, n. 3, 1978
- Mathew Brady, in “L’Umana Avventura”, n. 6, 1979
- Nadar, in “L’Umana Avventura”, n. 10, 1980
- “Italy through the camera’s eye”, in A Country Shaped by Man, Fondazione Agnelli, Torino 1981
- Gianni Berengo Gardin, Fabbri, Milano 1982
- Fotografi spagnoli contemporanei, Comune di Termoli, 1982
- Paul Strand, in “Fotografia Oltre”, nn. 3, 5, 6, 1983
- Immagini della fotografia europea contemporanea, Jaca Book, Milano 1983
- Storia della fotografia, Jaca Book, Milano; Aperture, New York, Liblio Shuppan, Tokyo 1983
- Nuova fotografia inglese, Mazzotta, Milano 1984
- Mario Giacomelli, Baldini, Milano 1984
- Elio Ciol, Italia black and white, Jaca Book, Milano 1985
- Gabriele Basilico, Italia & France, Jaca Book, Milano 1986
- Paolo Monti, Milano negli anni cinquanta, Fondazione Monti, Milano 1986
- Gianni Berengo Gardin, Artè, Udine 1988
- La forma dell’obbiettività, in “Ottagono”, n. 93, 1989
- L’occhio di Polifemo, in “Ottagono”, n. 96, 1990
- Dall’apparenza alla visione, in “Ottagono”, n. 99, 1991
- Alle Americhe e ritorno, Federico Motta Editore, Milano 1991
- “Verso l’universale confine del giorno”, in Minor White, Federico Motta Editore, Milano 1992
- Obbiettivi critici, in “Lotus”, n. 72, 1992
- Paolo Monti, Federico Motta Editore, Milano 1992
- “Scritture della luce”, in Architettura e Spazio Sacro nella Modernità, Abitare Segesta, Milano 1992
- “Salvaguardare”, in Spaccanapoli, Electa, Napoli 1992
- The Naked City, in “Lotus”, n. 75, 1993
- “L’eterno vedere” in Ikko. Japanesque, Federico Motta Editore, Milano 1994
- La fotografia ricordo di verità, in “Communio”, n. 140-141, 1995
- “L’occhio sull’infinito”, in Il Centro Altrove, Electa, Milano 1995
- La Fotografia: il viaggio come visione, in “Immagine Cultura”, n. 4, 1996
- “Paesaggi interiori”, in Fotografia e paesaggio, Guerini, Milano 1996
- (con P. Costantini) Luigi Ghirri. Niente di antico sotto il sole, SEI, Torino, 1997
- “Lo spazio del contemporaneo”, in L’Italia nel paesaggio, Ministero per i Beni Culturali, Roma 1999
- “In figura”, in Mondocittà, Comune di Gonzaga, Gonzaga 2000
- Le finestre del Million Dollar Hotel, in “Duel” n. 80, 2000
- Giacomelli. Il bianco e il nero oltre il folklore, “World Music” n. 42, 2000
- “Le sette luci di Andrej”, in Andrej Tarkovskij. Diari-Martirologio, Edizioni della Meridiana, Firenze, 2001
- “Lo sguardo e la città”, in Tre sguardi sulla città, Catania 2002
- (con A. A. Tarkovskij) Andrej Tarkovskij. Luce istantanea, Edizioni della Meridiana, Firenze, 2002
- “L’immagine indicibile”, in La visione dell’invisibile, Mondadori, Milano 2002
- Marco Zanta, Lontano, Centro S. Fedele, Milano, 2002
- “Statua della libertà”, in Bruce Davidson, Porto di New York, Autorità Portuale Venezia, 2002
- Oltre la storia il tempo, in “Duel” n. 95, 2002
- Drammaturgia della libertà, in “Duel” n. 96, 2002
- Joel. Meyerowitz, Città e destino, Edizioni della Meridiana, Firenze 2003
- La guerra in fotografia – 1, in “Duellanti” n. 3, 2004
- La guerra in fotografia – 2, in “Duellanti” n. 4, 2004
- La guerra in fotografia – 3, in “Duellanti” n. 6, 2004
- “Dolce è la luce”, in Tra luce e tenebra, Il Poligrafo, Padova 2004
- Mario Carrieri, Amata luce, Edizioni della Meridiana, Firenze 2004
- “L’angelo della visione”, in Orienti e Occidenti della Rappresentazione, Il Poligrafo, Padova 2005
- “L’eterno esprime un giorno”, in Francesco Zanot, Il momento anticipato, Edizioni della Meridiana, Firenze 2005
- “Una biografia occidentale”, in Robert Adams, Lungo i fiumi, Itaca/Ultreya, Milano 2008
- “Occhio Quadrato. Un prologo al Neorealismo”, in Incontro al Neorealismo, a cura di Luca Venti, Ente Nazionale dello Spettacolo, Roma 2008
- Il giardino nel deserto. Robert Adams, in “Duellanti” n. 47, 2009
- La guerra e la fotografia. Robert Capa e Gerda Taro, in “Duellanti” n. 53, 2009
- Tempi moderni. Fotografia a New York, in “Duellanti” n. 55, 2009
- Esiti imprevisti: Letizia Battaglia, Enrique Metinides, Arnold Odermatt, in “Duellanti” n. 56, 2009
- Dove siamo? Roger Ballen, in “Duellanti” n. 57, 2009
- Lo specchio infinito. Francesca Woodman, in “Duellanti” n. 58, 2010
- Il visibile oltre il visibile. Thomas Barbèy, in “Duellanti” n. 59, 2010
- Would you come home? Alec Soth: Mississippi/Niagara, in “Duellanti” n. 60, 2010
- Ai margini del secolo breve. Fotografia a Parigi 1920-40, in “Duellanti” n. 61, 2010
- La giustizia della forma. Piotr Jaxa e Krzysztof Kieslowski, in “Duellanti” n. 62, 2010
- Muovendo sulla scacchiera del mondo. Stanley Kubrick, in “Duellanti” n. 63, 2010
- Visioni di un nuovo mondo. Phillips Collection, in “Duellanti” n. 64, 2010
- Dal tramonto all’alba. Erwin Olaf, in “Duellanti” n. 64, 2010
- Tre secondi di eternità. Robert Doisneau, in “Duellanti” n. 66, 2010
- Un tempo perduto. Larry Clark, in “Duellanti” n. 67, 2011
- A occidente dell’Oriente. Ineffabile perfezione, in “Duellanti” n. 67, 2011
- L’immagine come esistenza. André Kértesz, in “Duellanti” n. 68, 2011
- Viaggio senza fine. Lee Friedlander, in “Duellanti” n. 69, 2011
- Abitare la lontananza. Wim Wenders, in “Duellanti” n. 70, 2011
- The Tree of Life, in “Duellanti” n. 71, 2011
- La salamandra dell’anima. Andrei Tarkovskij, in “Duellanti” n. 71, 2011
- Fotografi di un’isola plurale. La nuova scuola di fotografia siciliana, in “Duellanti” n. 74, 2011
- “Fotografi di un’isola plurima”, in La nuova scuola di fotografia siciliana, Silvana, Cinisello B. 2011
- “Fenomeno religioso e fotoreportage”, in Giornalismo e religione, LEV, Città del Vaticano 2012
- “Fotografia”, in Architettura del novecento, Einaudi, Torino 2012
- “Memoria di Macondo”, in Fausto Giaccone, Macondo, Postcart, Roma 2013
- “Il paesaggio nella fotografia di E. Detti”, in Edoardo Detti 1913-1984, Diabasi, Parma 2013
- “Esercizi sul visibile”, in Arti Visive e Architettura nella Società del Consumismo, Accademia di San Luca, Roma 2014